# Roosendaalse Lijst
Roosendaalse Lijst (Afgekort: RL) is een lokale politieke partij in het Brabantse gemeente Roosendaal. 

## Geschiedenis
In 1966 richtte Piet Rampaart een politieke partij op onder naam Lijst Rampaart. In 1982 wilde de partij als Roosendaalse Lijst P. Rampaart meedoen aan de verkiezingen, maar dit leverde klachten op van de lokale partij Roosendaals Belang: deze partij vreesde voor verwarring bij de kiezer en kaartte dit aan bij de Raad van State.
In 1988 werd de naam alsnog gewijzigd in Roosendaalse Lijst/Piet Rampaart. Na het overlijden van de oprichter werd dit ingekort tot Roosendaalse Lijst. 
De partij werd bij de gemeenteraadsverkiezingen van 2014 met negen zetels de grootste partij van Roosendaal.
Bij de gemeenteraadsverkiezingen van 2022 verloor de Roosendaalse Lijst haar positie als grootste partij in de raad en ging na dertig jaar terug in de oppositie.